# 杨春松
杨春松（1900年—1962年），男，祖籍广东大埔，台湾桃园客家人，政治人物，日治時期台灣共產黨（日本共產黨臺灣民族支部）創始黨員、中國共產黨第一代台灣籍黨員，曾被認為屬於臺灣共產黨謝雪紅派系的一員，與簡吉、趙港、陳昆侖、侯朝宗等都曾是臺灣農民組合（農組，後文同）的重要幹部，是「一、二次中壢事件」的核心人物。

## 家世
楊母為福建人氏，祖父楊金台為進士,楊父楊麟祥。家人是於1886年沿韓江下汕頭，再渡臺灣島定居。

## 生平經歷

### 早年至參與社會運動
在家人渡臺後，楊是1900年12月於桃園龍潭出生。1926年到廣州，同年在武漢加入中國共產黨，在國共合作下任職於的國民黨海外部。1927年回臺灣從事農民運動，參與領導桃園中壢鎮農民抗租、對抗日本拓殖會社，過程中曾三次被捕入獄。212事件後擔任農組中央委員長，積極對外聯絡的活動。
在保釋期間的1929年，再到上海參加反帝同盟臺灣支部的活動，後於1932年被捕而遣返臺灣。1938年刑滿後，舉家搬往日本。二戰後楊和當地僑民發起組織華僑聯合會臺灣同鄉會。

### 二戰後政治活動
赴日後的楊在1945年之後縱橫在日本、朝鮮，以及中國大陸之間，包括參加重建後的日本共產黨。1945年底楊曾由朝鮮半島秘密進入中國東北地區，會見中共東北局書記彭真，到1946年春楊再循原路回日本，向德田球一匯報情況。後為傳遞中國大陸的消息，楊與其他人在東京創辦中國通訊社，由曾永安出任社長，楊個人就以記者身份往來日本和香港之間。 
在韓戰時期駐日盟軍總司令部針對日本共產黨發動「赤色整肅」（Red Purge），毛澤東強烈建議將日共書記長德田球一等人救到中國大陸，後就由楊安排德田等人偷渡，輾轉大阪、神戶等地再經海上通道，於1950年八到九月將日本方面的幹部送至北京。之後楊亦留在中國大陸。

### 居留中華人民共和國後
楊到中國大陸後，積極投入土地改革运动，先後任職華僑事務委員會、國務院外事辦公室等單位，曾任第二、三届全国政协委员。1952年出席在民主德國召開的世界和平大會、世界青年學生聯歡節等。1955年又以記者身份參加印尼萬隆的第一次亞非會議，1957年出席在埃及開羅召開的亞非團結會議。1962年5月16日楊肝癌去世，享年62歲。

## 家庭
楊與妻子育有七名子女：
- 長子楊國光，曾任中國新聞社駐日本分社社長。

- 次子楊潮光，曾任對外貿易部譯員，後任北京國際關系學院客座教授[15]。

- 三子楊震光，曾任台盟中央聯結部部長。

- 長女楊芳瑛，珠海拱北口岸中國旅行社任職。

- 次女楊淑瑛，上海復旦大學任職。

- 三女楊秀瑛，北京市外貿公司任職。

- 四女楊幼瑛（楊小瑛），長期參與統戰活動，在任北京市日本歸僑聯誼會副秘書長。